# Eleccions parlamentàries poloneses de 1922
Les Eleccions parlamentàries poloneses de 1922 es van celebrar a la Segona República Polonesa per a elegir el Sejm del 2 a 12 de novembre de 1922. El partit més votat fou la Unió Nacional Populista, però sense majoria, cosa que facilitaria la formació del govern de coalició Chjeno-Piast. Pel desembre l'assassinat del president Gabriel Narutowicz per un pintor amb connexions amb l'Endecja va fer que la situació política fos insostenible i finalment el 1926 es va produir el cop d'estat de maig del mariscal Józef Piłsudski.

## Resultats
|  | Partit                                                                     | Escons al Sejm | Escons al Senat |
|  | -------------------------------------------------------------------------- | -------------- | --------------- |
|  | Unió Nacional Populista (Związek Ludowo-Narodowy)                          | 98             | 29              |
|  | Bloc de les Minories Nacionals (Blok Mniejszości Narodowych)               | 87             | 25              |
|  | Partit Popular Polonès-Piast (Polskie Stronnitctwo Ludowe-Piast)           | 70             | 17              |
|  | Partit Popular Polonès-Wyzwolenie (Polskie Stronnitctwo Ludowe-Wyzwolenie) | 48             | 8               |
|  | Chrześcijańska Demokracja                                                  | 43             | 7               |
|  | Partit Socialista Polonès (Polska Partia Socjalistyczna)                   | 41             | 7               |
|  | Stronnictwo Chrześcijańsko-Narodowe                                        | 28             | 11              |
|  | Narodowa Partia Robotnicza                                                 | 18             | 3               |
|  | Chłopskie Stronnictwo Radykalne                                            | 4              | 0               |
|  | Altres                                                                     | 5              | 4               |
|  | Total                                                                      | 444            | 111             |